# Salmonete

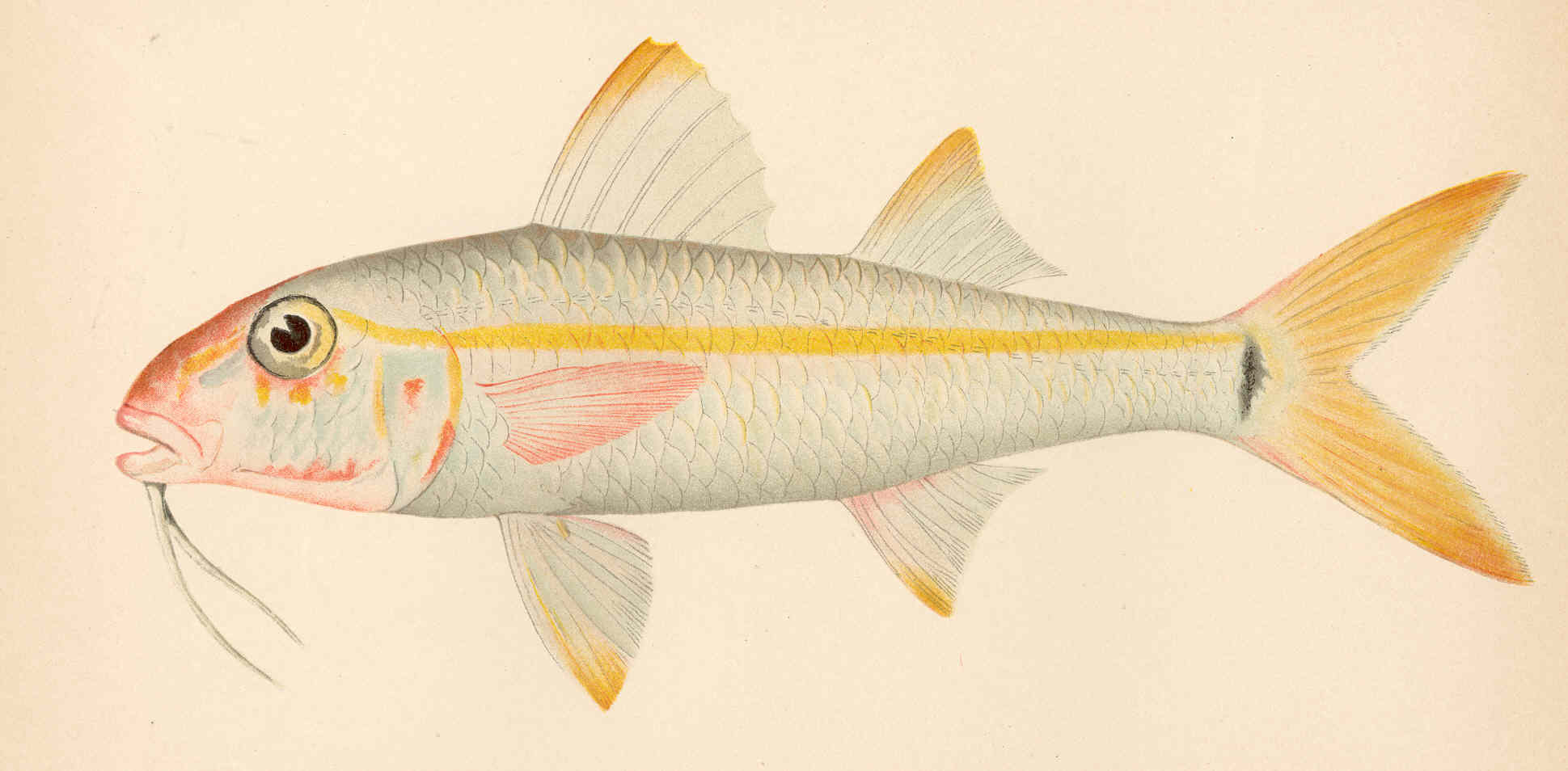

O salmonete ou salmonejo é a denominação comum atribuída a um largo rol de diferentes peixes, grande parte dos quais pertencentes à famílias dos Mulídeos, dos Queilodipterídeos, dos Triglídeos, entre outros, incluindo, por excelência, o Mullus surmuletus.
Estes peixes destinam-se ao consumo humano, partilhando como característica comum a coloração, que alterna entre tons avermelhados, alaranjados, carmesins e rosados. Com efeito, o nome «salmonete» é uma alusão ao salmão, exactamente por referência à coloração rosada destas espécies.